# Opheim, Montana
Opheim, Montana (енгл. Opheim) град је у америчкој савезној држави Монтана.

## Демографија
По попису из 2010. године број становника је 85, што је 26 (-23,4%) становника мање него 2000. године.
| Група             | 2000.       | 2010.      |
| Белци             | 110 (99,1%) | 83 (97,6%) |
| Афроамериканци    | 0 (0,0%)    | 0 (0,0%)   |
| Азијати           | 0 (0,0%)    | 0 (0,0%)   |
| Хиспаноамериканци | 0 (0,0%)    | 0 (0,0%)   |
| Укупно            | 111         | 85         |